# Strabomantis cerastes
Strabomantis cerastes is een kikker uit de familie Strabomantidae. De wetenschappelijke naam van de soort werd beschreven in 1975 door Lynch. De soort komt voor vanaf het departement Antioquia in Colombia tot over de grens van Ecuador in de provincies Esmeraldas, Imbabura en Pichincha op een hoogte van 500 tot 2300 meter boven zeeniveau.